# Huazalingo (kommun)
Huazalingo är en kommun i Mexiko.   Den ligger i delstaten Hidalgo, i den sydöstra delen av landet, 190 km norr om huvudstaden Mexico City. Arean är 113 kvadratkilometer.
Terrängen i Huazalingo är huvudsakligen kuperad, men västerut är den bergig.
Följande samhällen finns i Huazalingo:
- Huazalingo
- San Juan
- Copaltitla
- Ixtlahuac
- Santa María
- Tzapotitla
- La Ceiba
- Mazahapa
- Congreso
- Ámaxac
- Zoquicualoya
- Comala
- Tetlicuil
- Huilotitla II